# Циркуляр по Казанскому учебному округу
«Циркуля́р по Каза́нскому уче́бному о́кругу» — журнал, выходивший в Казани с 1865 по 1916 годы.

## История
«Циркуляр по Казанскому учебному округу» выходил в Казани с 1865 года 2 раза в месяц, с 1869 года — ежемесячно.
До 1865 года носил название «Начальственные распоряжения».
Редактировал журнал правитель канцелярии Казанского учебного округа А. Н. Троицкий.
В «Циркуляре» публиковались правительственные распоряжения, сведения о движении по службе и присуждении наград, распоряжения министерства народного просвещения и управления Казанским учебным округом.
В педагогическом отделе журнала помещались статьи по методике преподавания в гимназиях и реальных училищах, каталоги наглядных пособий, списки книг, рекомендованных для чтения в начальных и народных училищах, учебные программы и т. д.